# Aumento súbito de carbono-14 hacia el año 774–775

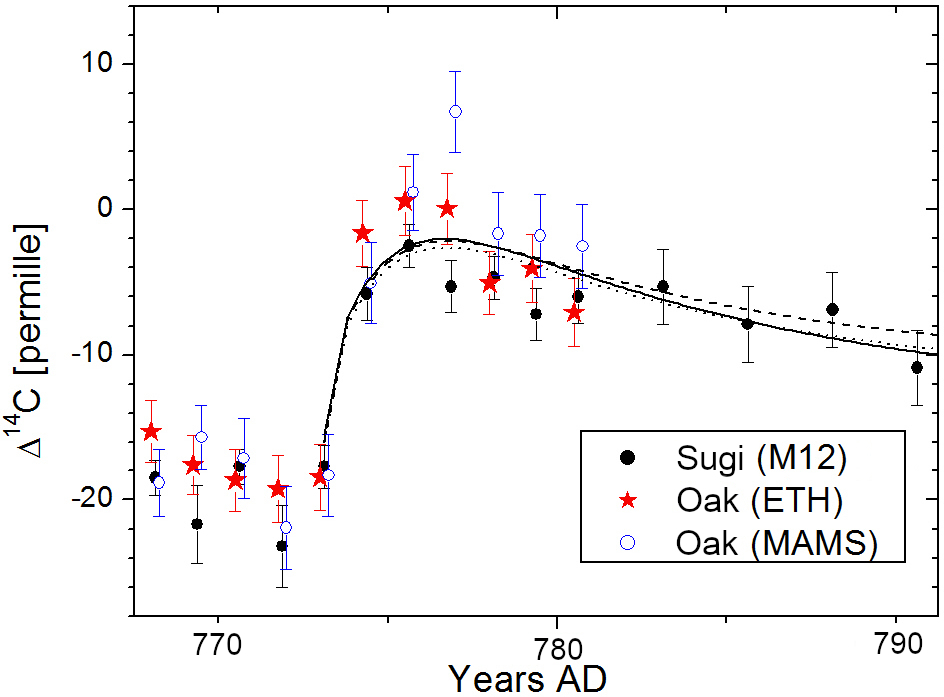
Evolución temporal de la concentración de carbono-14 el año 774. Los puntos de color muestras las mediciones en árboles japoneses (M12) y alemanes (roble), mientras que la línea negra representa la evolución temporal de la curva del modelo correspondiente a la producción instantánea de carbono-14.

El aumento súbito de Carbono-14 hacia el año 774–775 es un incremento del 1,2% que se detectó en la concentración del isótopo carbono-14 en anillos de crecimiento de árboles fechado en los años 774 o 775, que es un valor unas 20 veces más grande que el ritmo normal de variación natural. El hallazgo fue realizado durante un estudio de ejemplares de cedro rojo japonés, y el año de ocurrencia se determinó mediante dendrocronología. Un incremento del isótopo de berilio 10Be, detectado en muestras de hielo de la Antártida, también ha sido correlacionado con el evento 774–775.
Parecería que el evento fue de naturaleza global, la misma marca de carbono-14 ha sido encontrada en anillos de crecimiento en árboles en Alemania, Rusia, Estados Unidos, y Nueva Zelanda.
Los eventos de este tipo, caracterizados por el fuerte incremento observado en la producción de isótopos cosmogénicos por parte de los rayos cósmicos, se conocen como evento Miyake por su primera observadora, la física japonesa Fusa Miyake.

## Posibles explicaciones
Una teoría muy verosímil sostiene que una supernova bastante cercana a la Tierra estalló en el año 774 d. C.
Los principales argumentos son, por un lado, el fenómeno descrito por la Crónica anglosajona:

El año del Señor 774, en la Pascua de la marea, los nortumbrios desterraron a su rey Alred de York y eligieron a Etelredo, hijo de Mull, como señor; reinó cuatro inviernos. Este año también apareció en el cielo una cruz roja tras la puesta del sol; Mercia y los hombres de Kent lucharon en Otford y serpientes maravillosas fueron vistas en las tierras sajonas del sur.

Por otra parte, científicos japoneses han conjeturado que una potentísima oleada de radiación cósmica invadió el planeta Tierra en el siglo VIII, tan violenta que, si hubiera ocurrido en la actualidad, habría inutilizado gran parte de los sistemas informáticos y de comunicación por satélite. Habiendo estudiado la dendrocronología de los cedros japoneses de la época, repararon en que los anillos del año 774 y 775 contenían huellas de esa radiación, descubiertas gracias a análisis del porcentaje de carbono 14 presente en ellos. Solo una llamarada solar muy intensa o el nacimiento de una supernova podían explicar tal anomalía, acaecida en el año 774: en ese año y el siguiente el porcentaje de carbono 14 era significativamente mayor, 20 veces superior a la tasa normal de variación. También se encontraron esos porcentajes en robles alemanes.
Por último, se detectó el aumento de un isótopo específico de berilio en muestras de hielo de la Antártida en estratos asociados al evento de los años 774 y 775.
Un joven estudiante de la Universidad de California en Santa Cruz, Jonathon Allen, leyó el estudio de los japoneses y buscó referencias históricas en las crónicas medievales por Internet; encontró la referencia a la extraña luz aparecida en la puesta de sol de la Crónica anglosajona y pensó que el hecho descrito, la "cruz roja", pudo haber sido la explosión de la supernova conjeturada por los japoneses y nunca antes reconocida. Al hallarse escondida tras una nube de polvo, se le habría observado el característico color rojizo y, como aún deberíamos seguir viendo su brillo, que puede durar varios miles de años antes de extinguirse, conjeturó que los restos de la misma no son visibles ahora porque la misma nube de polvo los tapó.